# Megachile carinifrons
Megachile carinifrons là một loài Hymenoptera trong họ Megachilidae. Loài này được Alfken mô tả khoa học năm 1926.